# Castillo de Palol
El castillo de Palol es un castillo en el pueblo de Palol de Oñar, un núcleo de población que pertenece al municipio de Quart, en el Gironés. Su estado actual está muy dañado. Es de propiedad privada, por lo que no es visitable. De su historia se sabe poco, solo que en 1350 el castillo fue dado por Dalmau de Palol a su hija Sibila. Se cree que fue terminado durante el siglo XIII o XIV, y está documentado en el siglo XIV. El castillo tiene adosada la iglesia de San Sadurní.

## Imágenes

Castillo de Palol
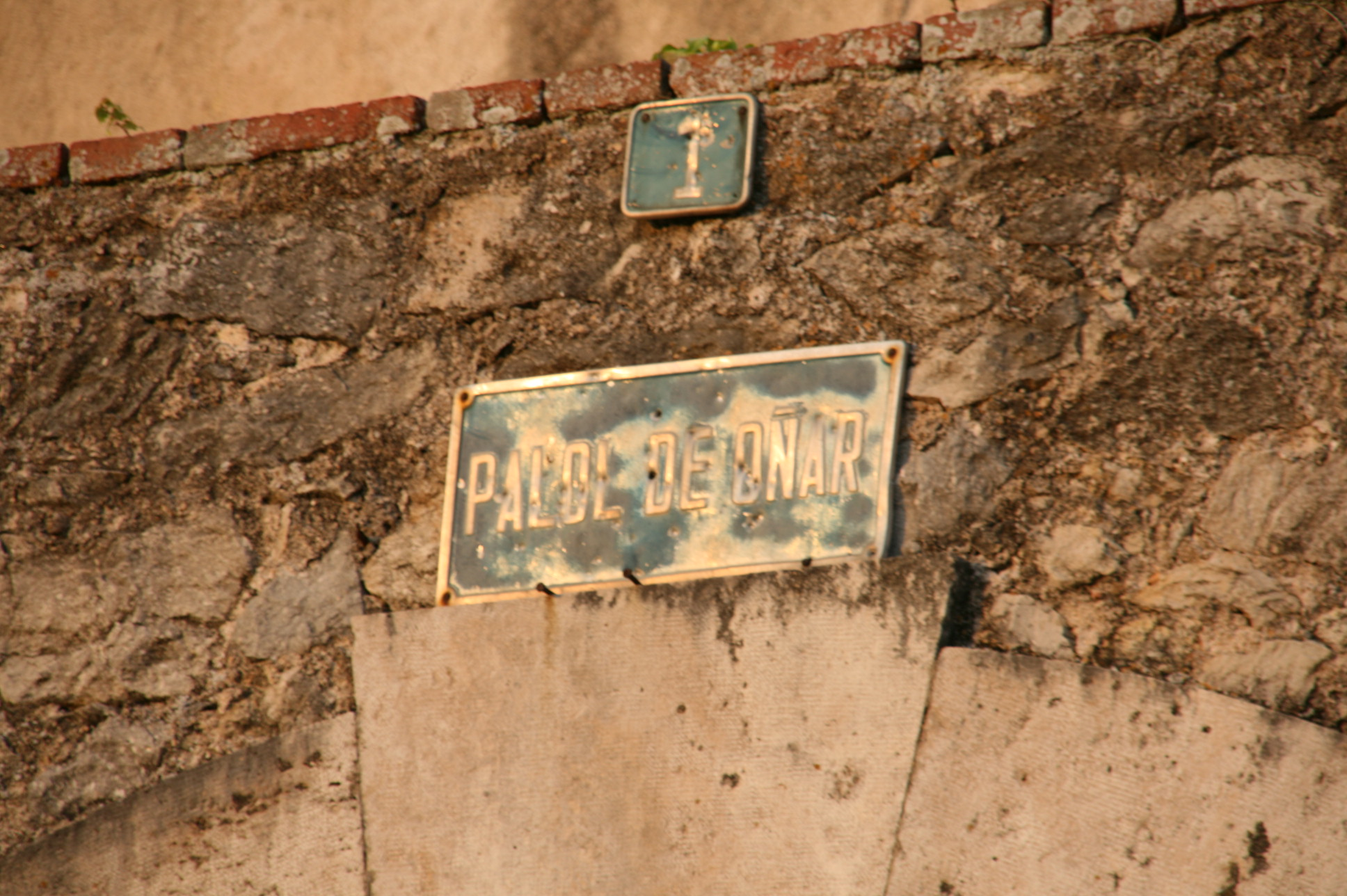
Placa con el número del edificio y el nombre de la población en castellano.
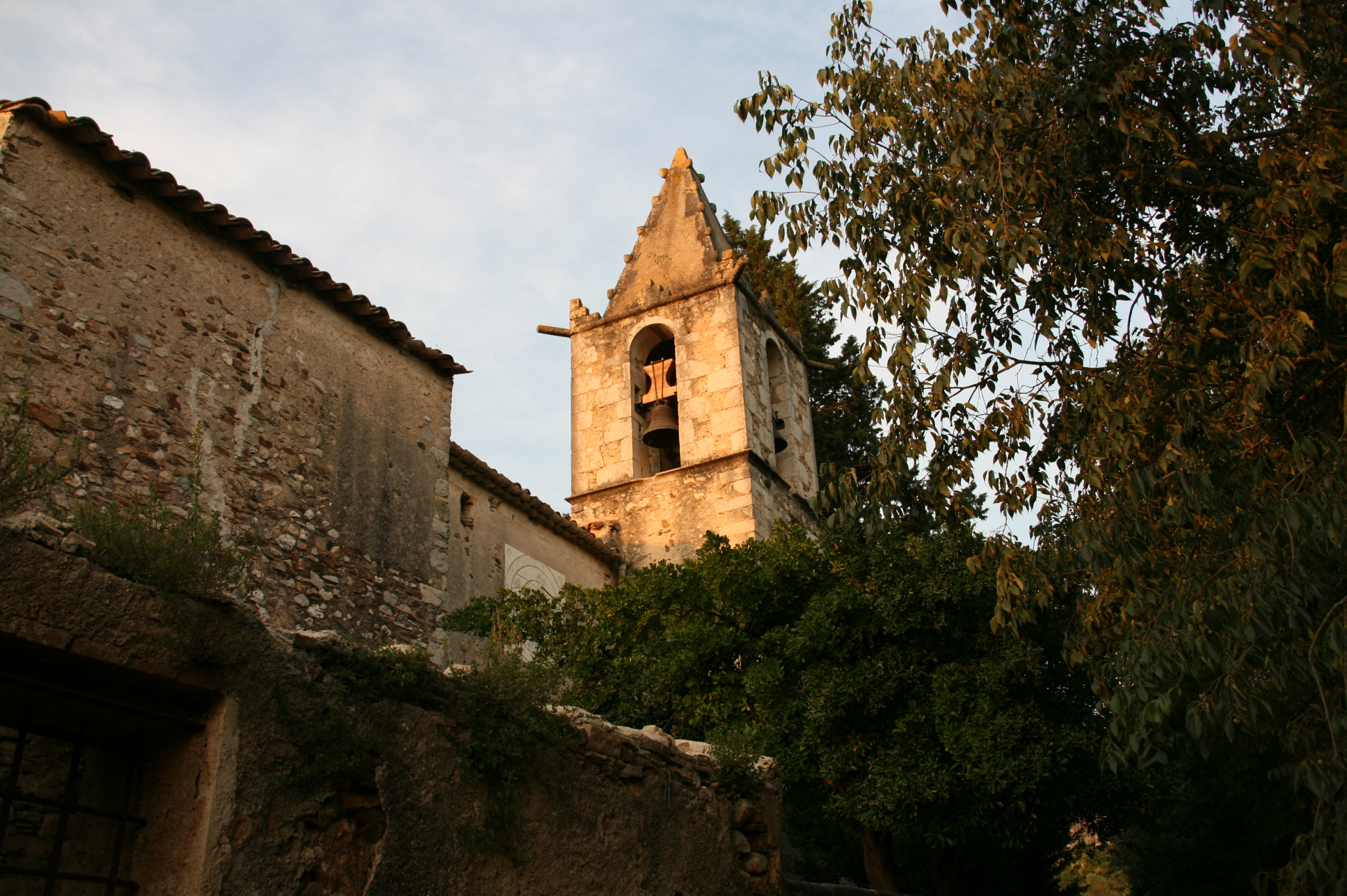
Vista del campanario de la iglesia de Sant Sadurní, adosada al castillo.